# 関口智嗣
関口 智嗣（せきぐち さとし、1959年 - ）は並列処理研究者。

## 経歴
1978年私立武蔵高校卒業。1982年東京大学理学部情報科学科卒業。1984年筑波大学大学院修士課程理工学研究科修了。2011年東京大学大学院情報理工学研究科博士後期課程修了。博士（情報理工学）。博士論文名　「科学技術計算用高次グリッドミドルウェア研究」。 産業技術総合研究所グリッド研究センター長、情報技術研究部門長を経て、理事。 グリッド協議会会長。情報処理学会理事。市村賞、文部科学大臣表彰、情報処理学会論文賞受賞。
主な業績は、データ駆動型スーパーコンピュータSIGMA-1、データフローC、ネットワーク数値情報ライブラリ (Ninf)、地球観測グリッド（GEO Grid）。

## 趣味
アマチュア無線が趣味である。

## 著書
- 『グリッド時代 技術が起こすサービス革新』（アスキー、2006年、妹尾堅一郎共著）
- 『グリッド技術入門―インターネット上の新しい計算・データサービス』（コロナ社、2007年、合田憲人共著）
- 『ハードウェアの匠』（日経BP社、2005年、共著）